# 玉帶筍螺
玉帶筍螺（学名：Terebra amanda）为筍螺科?筍螺屬下的一个种。